# ブリハドラタ・マウリヤ
ブリハドラタ・マウリヤ（英語: Brihadratha Maurya, サンスクリット: बृहद्रथ मौर्य, 在位紀元前187年 - 紀元前180年）は、古代インド・マウリヤ朝の最後の君主。父はマウリヤ王シャタダンヴァンである。プラーナ文献によると、ブリハドラタ・マウリヤは父であるシャタダンヴァンからマウリヤ朝の王位を継承した。

## 概要
マガダ国考古学的な発見によって最後の君主であるとする。
ブリハドラタ・マウリヤは、父であるシャタダンヴァンからマウリヤ朝の王位を継承し、紀元前187年に即位した。彼はまた当時インドの主要な宗教となっていた仏教に忠実だったとされる。彼が即位した時には、マウリヤ朝の領土は王都パータリプトラを中心にした、アショーカ王の時代に比べて縮小しており、領土は首都パータリプトラ周辺に集中していた。しかし、彼は紀元前180年に司令官ブラミン将軍プシャミトラ・シュンガによってタキシラの地で暗殺され、その後、プシャミトラ・シュンガはマガダ国シュンガ朝を築き上げた。